# Seznam kitajskih filozofov
Seznam kitajskih filozofov. Zapisi imen so poslovenjeni iz pinjina, če ni drugače navedeno za ustaljena slovenjena imena v prevodih del kitajskih filozofov ter za redkejše izjeme zapisane zgolj v Wade-Gilesovem zapisu. 

## C
- Cai Yuanpei (1868–1940)

## Č
- Čeng Hao (1032 - 1085, Song)
- Čeng Ji (1033 - 1107, Song)
- Čuang Ce [Zhuangzi], (369-286, (Džou)

## F
- Fazang (643 - 712, Tang)
- Feng Joulan (1895–1990)

## H
- Han Feizi, (280 pr. n. št. - 233 pr. n. št., Džou)
- Hu Čiaomu

## J
- Jin Guantao (1947)

## K
- Konfucij [Kong Fuzi], (551 pr. n. št. - 479 pr. n. št., Džou)

## L
- Laodzi (6. ali 4. stol. pr. n. št, Džou)
- Li Da (1890-1966)
- Linji Džišuan, [jap.: Rinzai Gigen]], (810 - 866, Tang)
- Liu An (179 pr. n. št. - 122 pr. n. št., Han)
- Lu Džjujuan = Lu Šjangšan

## M
- Mao Cetung (1893 - 1976)
- Mencij [Mengzi; lat.: Mencius], (371 pr. n. št. - 289 pr. n. št., Džou)
- Modzi [lat.: Micius], (480 pr. n. št. - 381 pr. n. št., Džou)

## S
- Sengdzhao (384 - 414, obdobje treh dinastij)
- Sundzi [Sun Tzu][1]

## Š
- Šao Jong (1012 - 1077, Song)
- Šuandzang
- Šundzi (3. stol. pr. n. št., Džou)

## V
- Vang Čong (27-90, Han)
- Vang Jangming (1472 - 1529, Ming)

## Z
- Džu Ši (1130 - 1200, Song)